# Nathaniel Hawthorne
Pour les articles homonymes, voir Hawthorne.
Œuvres principales
- La Lettre écarlate (1850)
- La Maison aux sept pignons (1851)
- Valjoie (1852)
- Le Faune de marbre (1860)

Nathaniel Hawthorne, né le 4 juillet 1804 à Salem, dans le Massachusetts (États-Unis) et mort le 19 mai 1864 à Plymouth, dans le New Hampshire (États-Unis), est un écrivain américain, auteur de nouvelles et de romans.

## Biographie

### Jeunesse et formation

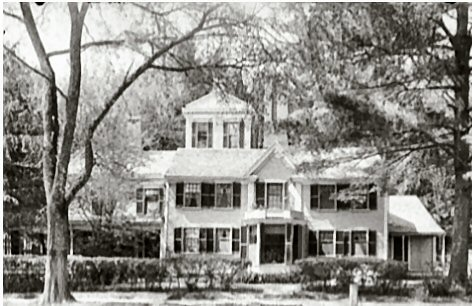
Wayside, maison de Hawthorne à Concord.

Nathaniel Hawthorne voit le jour à Salem (Massachusetts) le 4 juillet 1804. Sa maison natale a été préservée, elle est ouverte au public. William Hathorne, son arrière-arrière-arrière-grand-père, était un puritain qui émigra d'Angleterre et s'installa à Dorchester, avant de rejoindre Salem. Là, il devint un membre éminent de la colonie de la baie du Massachusetts et occupa plusieurs fonctions politiques, ainsi que celles de magistrat et de juge, où il se rendit célèbre par la sévérité de ses jugements. Son fils, John Hathorne, arrière-arrière-grand-père de l'auteur, fut l'un des juges assesseurs au procès des sorcières de Salem. À la suite de la découverte de ce fait, vers l'âge de 20 ans, l'auteur aurait ajouté un « w » à son nom, peu avant de sortir diplômé du collège, afin de se dissocier de ses ancêtres. Le père de Hawthorne, Nathaniel Hathorne Sr., était capitaine de la marine marchande. Il mourut au Suriname, emporté par la fièvre jaune, en 1808. Après, le jeune Hawthorne, sa mère et ses deux sœurs emménagent chez les Manning, leurs parents maternels, à Salem, où ils vécurent dix ans. Durant ce séjour, Hawthorne est frappé à la jambe lors d'un jeu de « bat & ball » ; devenu boiteux, il est cloué au lit pendant un an, sans que les médecins parviennent à identifier son mal.

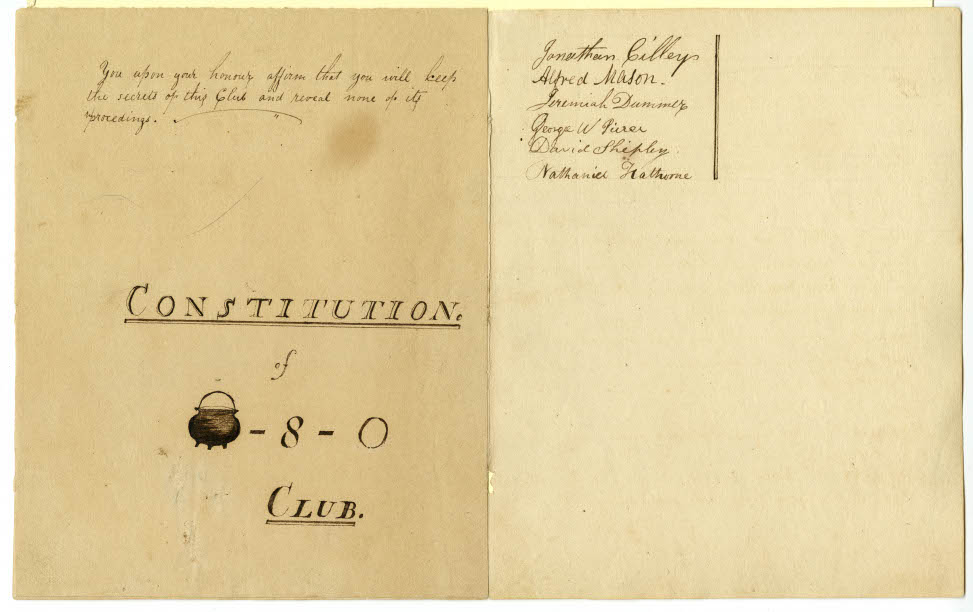
Constitution du [Pot]-8-0 Club, société secrète constituée par Hawthorne et ses amis à Bowdoin College. Signée par Hawthorne, Jonathan Cilley et d'autres.

À l'été 1816, la famille s'installe comme pensionnaire chez des fermiers, avant d'emménager dans une maison spécialement construite pour eux par leurs oncles Richard et Robert Manning à Raymond (Maine), près du lac Sebago. En 1819, Hawthorne retourne à Salem pour y étudier ; ce départ développe chez lui un sentiment de nostalgie, et il se plaint fréquemment d'être loin de sa mère et de ses sœurs. En dépit de son mal du pays, il envoie par amusement, en août et septembre 1820, sept exemplaires de The Spectator, journal écrit à la main, à la maison, et incluant des essais, des poèmes et des nouvelles marqués par l'emploi d'un humour adolescent chez ce jeune auteur.

Robert Manning avait insisté pour que Hawthorne fréquente le collège, en dépit des protestations du jeune homme. Avec le soutien financier de cet oncle, Hawthorne se rend au Bowdoin College, à Brunswick, en 1821, en raison des liens familiaux dans cette région, mais aussi du caractère peu coûteux de ses frais de scolarité. Sur le chemin de Bowdoin, à l'arrêt de Portland, Hawthorne rencontre le futur président des États-Unis Franklin Pierce, dont il devient l'ami. Au collège, il se lie d'amitié avec Henry Longfellow, Jonathan Cilley et Horatio Bridge. Des années après l'obtention de son diplôme en 1825, il décrit son expérience du collège à Richard Henry Stoddard : 

« Je fus éduqué (comme on dit) à Bowdoin College. J'étais un étudiant paresseux, négligeant les règles du collège et les détails procustéens de la vie académique, choisissant plutôt d'allaiter ma propre fantaisie que de creuser dans les racines grecques, net d'être compté parmi les Thébains savants. »

### Débuts

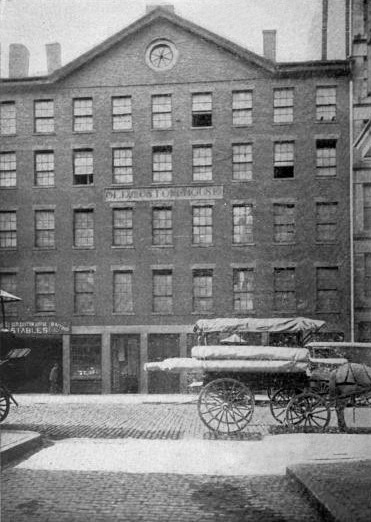
Boston Custom House, sur Custom House Street, où Hawthorne travaille vers 1839–1840.

En 1836, Hawthorne devient le rédacteur en chef de l'American Magazine of Useful and Entertaining Knowledge. À la même époque, il se met en pension avec le poète Thomas Green Fessenden sur Hancock Street, à Beacon Hill, à Boston. On lui offre un poste de peseur et de jaugeur à la Boston Custom House avec un salaire de 1 500 dollars par an, qu'il accepte le 17 janvier 1839. Durant ce séjour, il loue une chambre à George Stillman Hillard, partenaire financier de Charles Sumner. Hawthorne écrit alors dans la relative obscurité de ce qu'il appelait son « nid de hibou » dans la maison familiale. Revenant ultérieurement sur cette période de sa vie, il devait dire : « Je n'ai pas vécu mais seulement rêvé la vie ». Il publie des nouvelles, notamment Le Jeune Maître Brown (Young Goodman Brown) et Le Voile noir du pasteur (The Minister's Black Veil) à divers magazines et publications annuelles, mais aucune n'attire réellement l'attention sur leur auteur. Horatio Bridge lui offre de courir le risque d'une publication en recueil de ces nouvelles. Paru au printemps 1837 en un volume, sous le titre Twice-Told Tales, ce livre procure à Hawthorne une notoriété locale.

### Mariage et famille

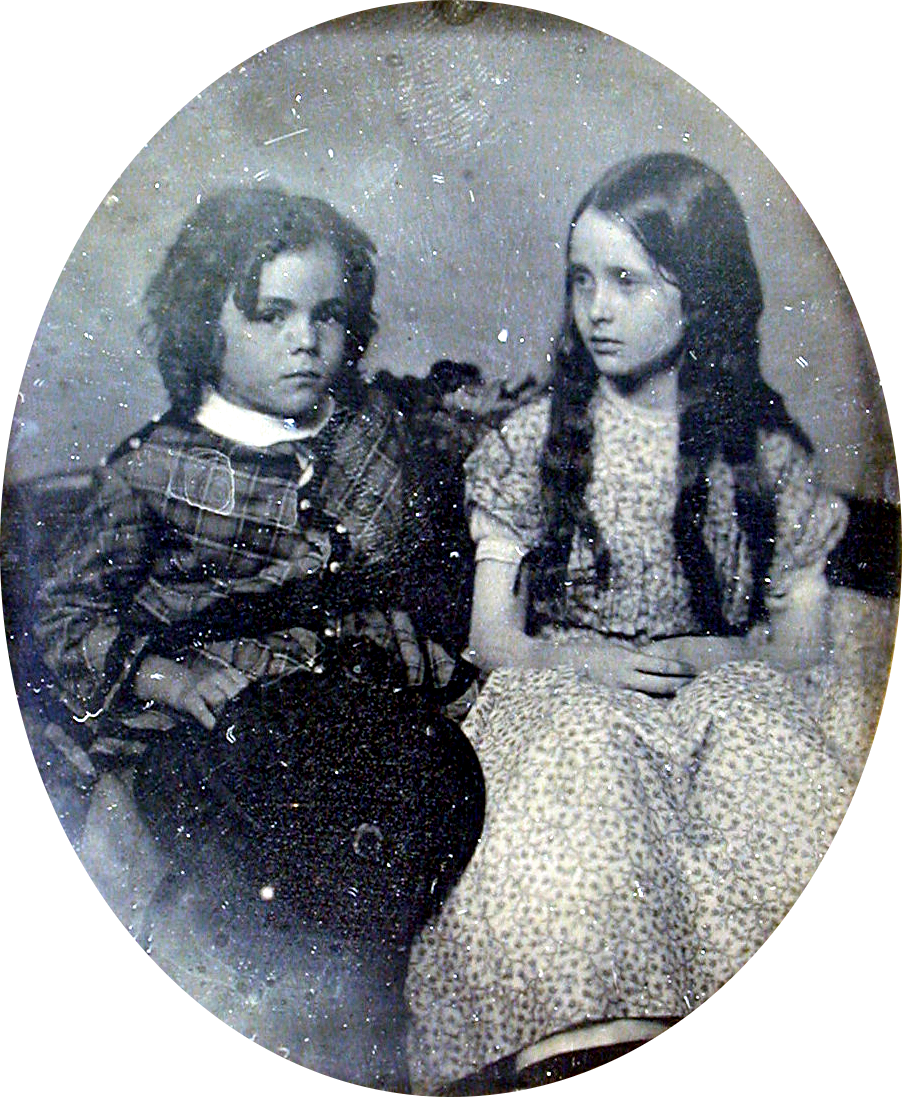
Una et Julian Hawthorne vers 1850.

À l'époque de Bowdoin, Hawthorne parie avec son ami Jonathan Cilley une bouteille de Madère que Cilley serait marié avant lui. En 1836, il gagne le pari, mais il ne reste pas célibataire toute sa vie. Après des amourettes avec des femmes du pays, notamment Mary Silsbee et Elizabeth Peabody, il se met à écrire à la sœur de cette dernière, l'illustratrice et transcendantaliste Sophia Peabody. Cherchant un possible foyer pour lui et Sophia, il rejoint, en 1841, la communauté utopique de Brook Farm, moins par conviction que pour économiser l'argent nécessaire à l'établissement de son ménage. Il verse une caution de 1 000 dollars et est chargé de pelleter le monticule de fumier dénommée « la mine d'or ». Il met un terme à cette expérience la même année, mais son aventure à Brook Farm se révèle une source d'inspiration pour son roman Valjoie.
Hawthorne épouse Sophia Peabody le 9 juillet 1842, lors d'une cérémonie qui a lieu dans le salon des Peabody, sur West Street, à Boston. Le couple emménage dans « The Old Manse », à Concord, dans le Massachusetts, où ils vivent trois ans, dans le voisinage de Ralph Waldo Emerson et d'Henry David Thoreau. Emerson l'invite dans son cercle social, mais Hawthorne est un homme timide à un niveau presque pathologique et reste silencieux lors des assemblées. Au Old Manse, Hawthorne écrit la plupart des contes rassemblés dans Mosses from an Old Manse.
Comme son mari, Sophia Peabody est une solitaire. Dans sa jeunesse, elle a eu de fréquentes migraines et a subi plusieurs traitements médicaux expérimentaux. Elle demeure le plus souvent alitée, jusqu'à ce que sa sœur la présente à Hawthorne. Par la suite, ses maux de tête semblent avoir diminué. Ces ennuis de santé peuvent venir d'un traitement — très courant, alors — que son père lui prescrivait pour soigner les douleurs liées à la poussée des dents, qui contenait du mercure. Les Hawthorne vécurent un long et heureux mariage. Évoquant sa femme, qu'il appelait sa « Colombe », Hawthorne écrit qu'elle « est, au sens le plus strict du terme, mon seul compagnon ; et je n'en ai pas besoin d'autre — il n'y a pas de place dans mon esprit, pas plus que dans mon cœur... Dieu merci que je suffise à son cœur sans bornes ! ». Sophia admirait grandement le travail de son mari. Dans l'un de ses journaux, elle écrit :

« Je suis toujours si éblouie et impressionnée et si confondue par la richesse, la profondeur, les… joyaux de beauté de sa production que j'attends toujours avec impatience une seconde lecture, qui me permettra de méditer, de m'inspirer et de prendre pleinement la miraculeuse abondance des pensées. »

Lors de leur premier anniversaire de mariage, le poète William Ellery Channing vient au Old Manse pour les aider. Une adolescente du pays, nommée Martha Hunt, se noie dans la rivière, et on emploie le bateau des Hawthorne, le Pond Lily, pour tenter de retrouver son corps. Hawthorne aide aux recherches du corps, il décrit cette expérience comme « un spectacle d'une si parfaite horreur... Elle était l'image même de l'agonie ». L'incident lui inspire plus tard une scène de son roman Valjoie.
Nathaniel et Sophia Hawthorne auront trois enfants. La première, baptisée Una en référence à La Reine des fées (au grand dam des membres de la famille), naît le 3 mars 1844. Hawthorne écrit à un ami : « Je trouve que c'est un genre de bonheur très sobre et sérieux qui surgit de la naissance d'un enfant... On ne peut pas y échapper plus longtemps. J'ai affaire sur la terre maintenant, et doit considérer autour de moi les moyens d'y parvenir ». En 1846, voit le jour leur fils Julian. Hawthorne écrit à sa sœur Louisa le 22 juin 1846, parmi plusieurs faits et nouvelles : « Un petit troglodyte a fait son apparition ici voilà dix minutes, à six heures du matin, qui affirmait être ton neveu ». Leur dernier enfant, Rose, est mise au monde en mai. Hawthorne l'appelle « ma fleur automnale ». Una meurt célibataire à trente-trois ans. Julian s'installe dans l'Ouest des États-Unis et écrit un livre sur son père.

### La maturité

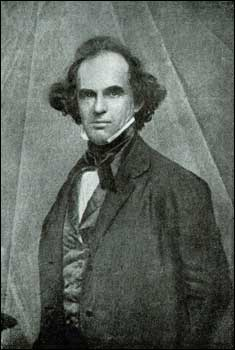
Daguerréotype d'Hawthorne, Whipple & Black, 1848.

Le 3 avril 1846, Hawthorne est officiellement nommé au bureau des douanes, avec le titre de « Surveyor for the District of Salem and Beverly and Inspector of the Revenue for the Port of Salem », avec un salaire annuel de 1 200 dollars,. Il a lors de cette période des difficultés à écrire, comme il le reconnaît lui-même auprès de Longfellow : « Je suis en train de reprendre ma plume... Chaque fois que je suis assis seul, ou que je marche seul, je me prends à rêver d'histoires, comme autrefois ; mais ces matinées dans la Custom House défont tout ce que les après-midi et les soirées ont fait. Je serais plus heureux si je pouvais écrire ». Comme son précédent emploi à la Custom House de Boston, ce travail est soumis à la politique du système des dépouilles. Démocrate, Hawthorne perd ce poste le 8 juin 1849, avec le changement d'administration à Washington après l'élection présidentielle de 1848. Hawthorne rédige une lettre de protestation au Boston Daily Advertiser, qui est attaqué par les Whigs et soutenu par les Démocrates, faisant de la destitution d'Hawthorne un évènement particulièrement discuté en Nouvelle-Angleterre. Hawthorne est profondément affecté par le décès de sa mère, survenu peu après, à la fin de juillet, en parlant comme de « l'heure la plus sombre que j'aie jamais vécue ». Hawthorne est finalement nommé secrétaire correspondant du Salem Lyceum en 1848. Parmi les personnalités qui intervinrent à cette époque se comptent Emerson, Thoreau, Louis Agassiz et Theodore Parker.
Hawthorne revient sérieusement à l'écriture et publie à la mi-mars 1850 La Lettre écarlate, roman précédé d'une préface qui fait référence aux trois années passées à la Custom House et comprend diverses allusions aux politiciens locaux, qui n'apprécient guère la manière dont l'écrivain les traite. L'un des premiers livres d'Amérique à avoir été fabriqué en série, ce roman se vend à  2 500 exemplaires en dix jours et rapporte à Hawthorne 1 500 dollars en quatorze ans. Deux éditeurs concurrents font paraître des éditions pirates à Londres, et l'ouvrage devient immédiatement un best-seller aux États-Unis ; c'est le point de départ de la période la plus lucrative de sa carrière d'écrivain. L'un des amis d'Hawthorne, le critique Edwin Percy Whipple, élève une objection contre « l'intensité morbide » du roman et ses denses détails psychologiques, écrivant que le livre « est donc enclin à devenir, comme Hawthorne, trop douloureusement anatomique dans son exhibition de ceux-ci ». Au XXe siècle, l'écrivain, D. H. Lawrence considérera, au contraire, qu'il ne pouvait exister d'œuvre plus parfaite de l'imagination américaine que La Lettre écarlate. Le succès immédiat de La Lettre écarlate permet à Hawthorne de vivre de sa plume dès 1850.
Hawthorne et sa famille déménagent dans une petite ferme peinte en rouge près de Lenox (Massachusetts) à la fin de mars 1850. Hawthorne se lie d'amitié avec Oliver Wendell Holmes, Sr. et Herman Melville, qu'il rencontre le 5 août 1850, lors d'un pique-nique auquel les auteurs ont été conviés par un ami commun. Melville vient juste de lire le recueil de nouvelles d'Hawthorne Mosses from an Old Manse, et sa recension, intitulée Hawthorne et ses Mousses, avait été imprimée anonymement dans The Literary World le 17 et le 24 août. Melville, qui travaille alors à la composition de Moby Dick, y écrit que ces histoires révèlent un côté sombre chez Hawthorne, « enveloppé dans la noirceur, dix fois noir » et souligne la qualité du recueil. Plus tard, Melville dédicacera Moby Dick (1851) à Hawthorne : « En gage de mon admiration pour son génie, ce livre est dédicacé à Nathaniel Hawthorne ». L'écrivain Stéphane Lambert relate l'amitié passionnée entre les deux hommes dans son livre Fraternelle mélancolie.
Le séjour d'Hawthorne dans les Monts Berkshire est très productif pour l'écrivain. La Maison aux sept pignons (1851) — que le poète et critique James Russell Lowell considérait comme meilleure que La Lettre écarlate et comme « la plus précieuse contribution à l'histoire de la Nouvelle-Angleterre qui ait été faite » — et Valjoie (1852), son seul texte écrit à la première personne, y sont conçus. Il publie également en 1851 un recueil de nouvelles réécrivant les mythes, Le Premier Livre des merveilles, un ouvrage qu'il songeait à écrire depuis 1846. Néanmoins, le poète William Ellery Channing rapporte qu'Hawthorne « a beaucoup souffert de vivre dans ces lieux ». Bien que la famille ait beaucoup aimé le décor des Berkshires, Hawthorne n'apprécie guère les hivers dans leur petite maison rouge. Ils quittent les lieux le 21 novembre 1851. Et Hawthorne note : « Je suis malade à mourir du Berkshire... Je me suis senti languissant et découragé, durant presque tout mon séjour ».

### The Wayside et séjour en Europe
Rentrés à Concord en 1852, les Hawthorne achètent en février « The Hillside », une demeure précédemment habitée par Amos Bronson Alcott, et la renomment « The Wayside ». Parmi leurs voisins se dénombrent Emerson et Henry David Thoreau. La même année, Hawthorne écrit la biographie de son ami Franklin Pierce, pour sa campagne présidentielle. Il le décrit comme « un homme aux fins pacifiques » dans ce livre intitulé The Life of Franklin Pierce. Horace Mann dit : « S'il fait passer Pierce pour un grand homme ou un brave homme, ce sera la plus grande œuvre de fiction qu'il ait jamais écrite> ». Dans la biographie, Hawthorne dépeint Pierce comme un homme d'État et un soldat qui n'a pas accompli de grands faits en raison de son désir de faire « peu de bruit » et s'est ainsi « retiré en arrière-plan ». Il tait également le fait que Pierce avait coutume de boire, en dépit des rumeurs sur son alcoolisme, et insiste sur la conviction de Pierce, selon lequel l'esclavage ne pourrait « être résolu par des artifices humains », mais, avec le temps, s'évanouirait « comme un rêve ». À la suite de l'élection de Pierce à la présidence des États-Unis, Hawthorne est nommé consul à Liverpool en 1853, peu après la publication des Tanglewood Tales. Ce poste, considéré comme le plus lucratif du services des affaires étrangères de l'époque, est décrit par l'épouse d'Hawthorne comme le « deuxième en dignité après l'ambassade à Londres ». En 1857, la fin de l'administration Pierce le prive de ces fonctions. La famille Hawthorne fait alors une tournée en France et en Italie. Durant son séjour en Italie, Hawthorne, qui était glabre jusque-là, se laisse pousser une moustache touffue. Il revient aux États-Unis en 1860, juste avant la Guerre de Sécession, après deux années passées en Italie à réunir la documentation pour son roman Le Faune de marbre.
La famille rentre à The Wayside en 1860. La même année paraît Le Faune de marbre, son premier livre depuis sept ans. Hawthorne admet qu'il a considérablement vieilli, se décrivant lui-même comme « ridé avec le temps et dérangé ».

### Dernières années et décès

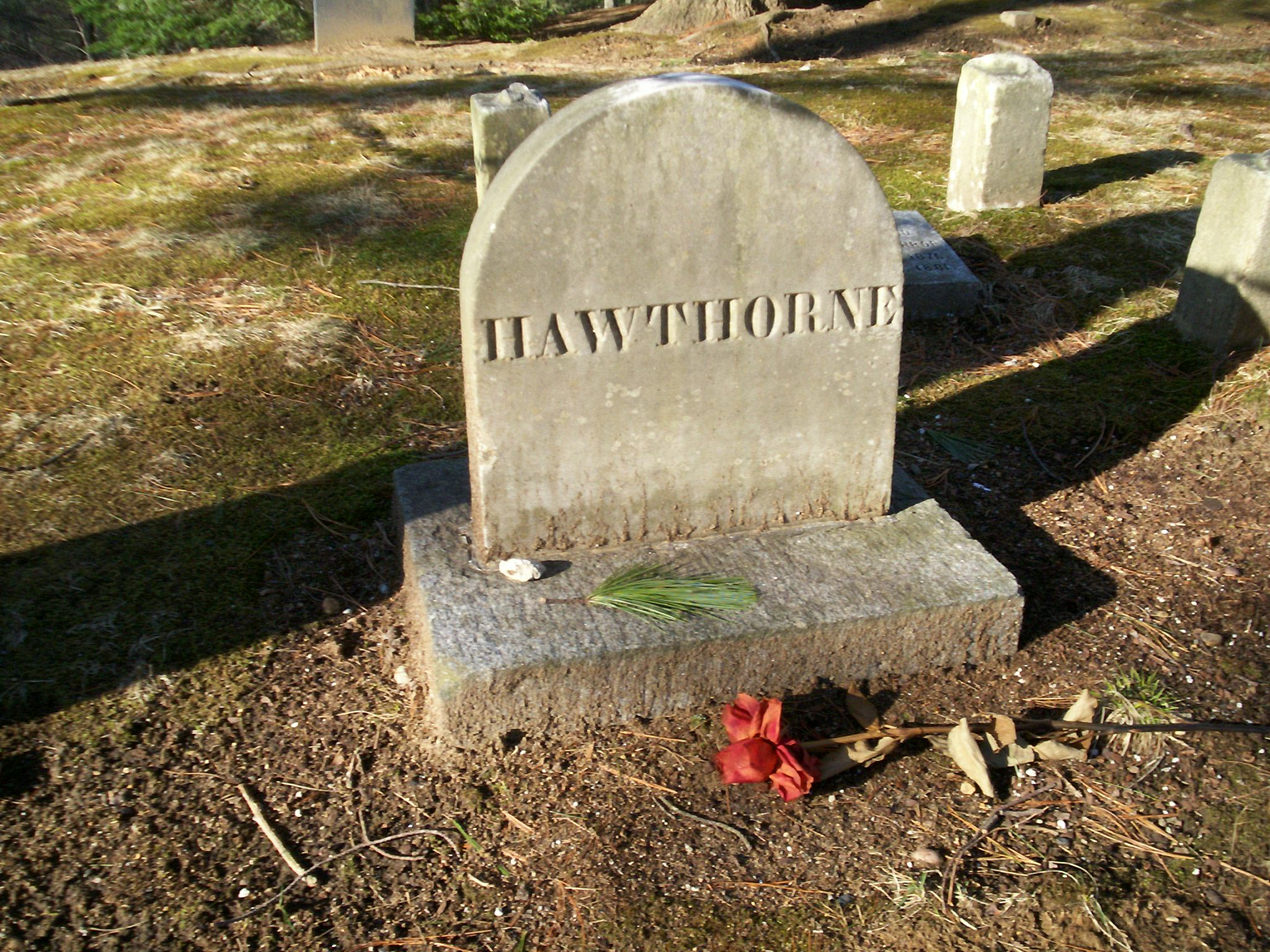
Tombe de Nathaniel Hawthorne.

Pierce, devenu impopulaire en raison de son soutien à la cause esclavagiste, est probablement le seul ami intime de l'écrivain, qui ne prise guère la vie sociale. Les dernières années de sa vie sont marquées par la maladie, la dépression et des accès de démence.
Au début de la guerre de Sécession, Hawthorne se rend avec William D. Ticknor à Washington, où il rencontre Abraham Lincoln et d'autres personnalités. Il relate ses expériences dans l'essai Chiefly About War Matters en 1862.
Sa santé défaillante l'empêche d'achever plusieurs romans. Souffrant d'une douleur à l'estomac, Hawthorne insiste pour faire un voyage avec son ami Franklin Pierce, bien que son voisin Bronson Alcott le considère beaucoup trop malade. Lors de la visite des Montagnes Blanches, Hawthorne meurt durant son sommeil le 19 mai 1864, à Plymouth (New Hampshire). Pierce envoie un télégramme à Elizabeth Peabody afin qu'elle informe en personne l'épouse d'Hawthorne ; la nouvelle cause un tel chagrin à cette dernière qu'elle ne peut s'occuper elle-même des arrangements funéraires. Le fils d'Hawthorne, Julian, alors en première année à Harvard College, apprend la mort de son père le lendemain ; coïncidence, c'est le même jour qu'il est initié dans la fraternité Delta Kappa Epsilon, au cours de laquelle il est placé, les yeux bandés, dans un cercueil. Longfellow écrit un poème en hommage à Hawthorne, publié en 1866 sous le titre The Bells of Lynn. Hawthorne est inhumé sur une colline, que l'on appelle aujourd'hui la « crête des auteurs », du cimetière de Sleepy Hollow, à Concord (Massachusetts). Parmi les porteurs du cercueil figurent Longfellow, Emerson, Holmes, Alcott, James Thomas Fields et Edwin Percy Whipple. Emerson écrit à propos de ces funérailles : « Je pensais qu'il y avait un élément tragique dans l’événement, qui pourrait être rendu plus pleinement, dans la solitude douloureuse de l'homme, qui, je suppose, ne pouvait être plus longtemps endurée, et il en est mort ».
Son épouse Sophia et sa fille Una, d'abord inhumées en Angleterre, sont réinhumées, en juin 2006, dans des tombes proches de celle d'Hawthorne.

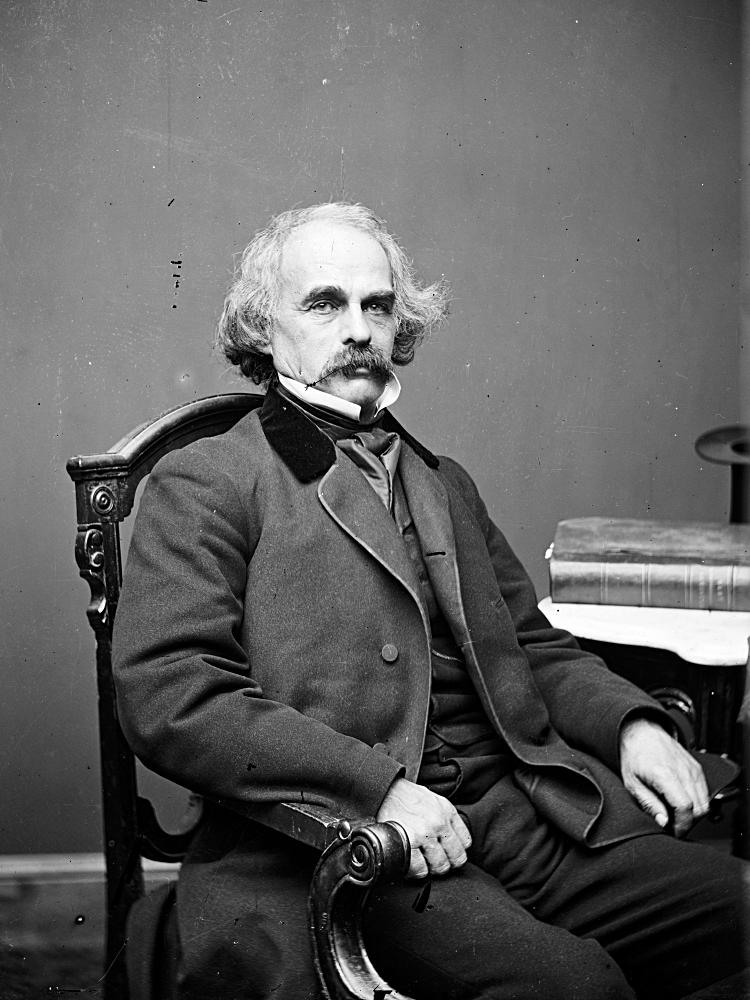
Nathaniel Hawthorne entre 1860 et 1864

## Œuvre
Hawthorne est aujourd'hui connu pour ses nouvelles, qu'il appelait des contes, et pour ses quatre grands romans de 1850-1860 : La Lettre écarlate (The Scarlet Letter), 1850 ; La Maison aux sept pignons (The House of the Seven Gables), 1851 ; Valjoie (The Blithedale Romance), inspiré de son expérience communautaire à Brook Farm, 1852 ; Le Faune de marbre (The Marble Faun), 1860. Auparavant, Hawthorne a publié anonymement un autre roman, Fanshawe, en 1828 au tout début de sa carrière.
Hawthorne publie pendant sa longue carrière d'écrivain de très nombreuses nouvelles dans différentes revues, notamment The New-England Magazine et The United States Democratic Review, sans les signer ou en utilisant un pseudonyme. Ces nouvelles, ou contes, sont réunis en 1837 dans un recueil intitulé Twice-Told Tales, publié par Hawthorne pour la première fois sous sa véritable identité.

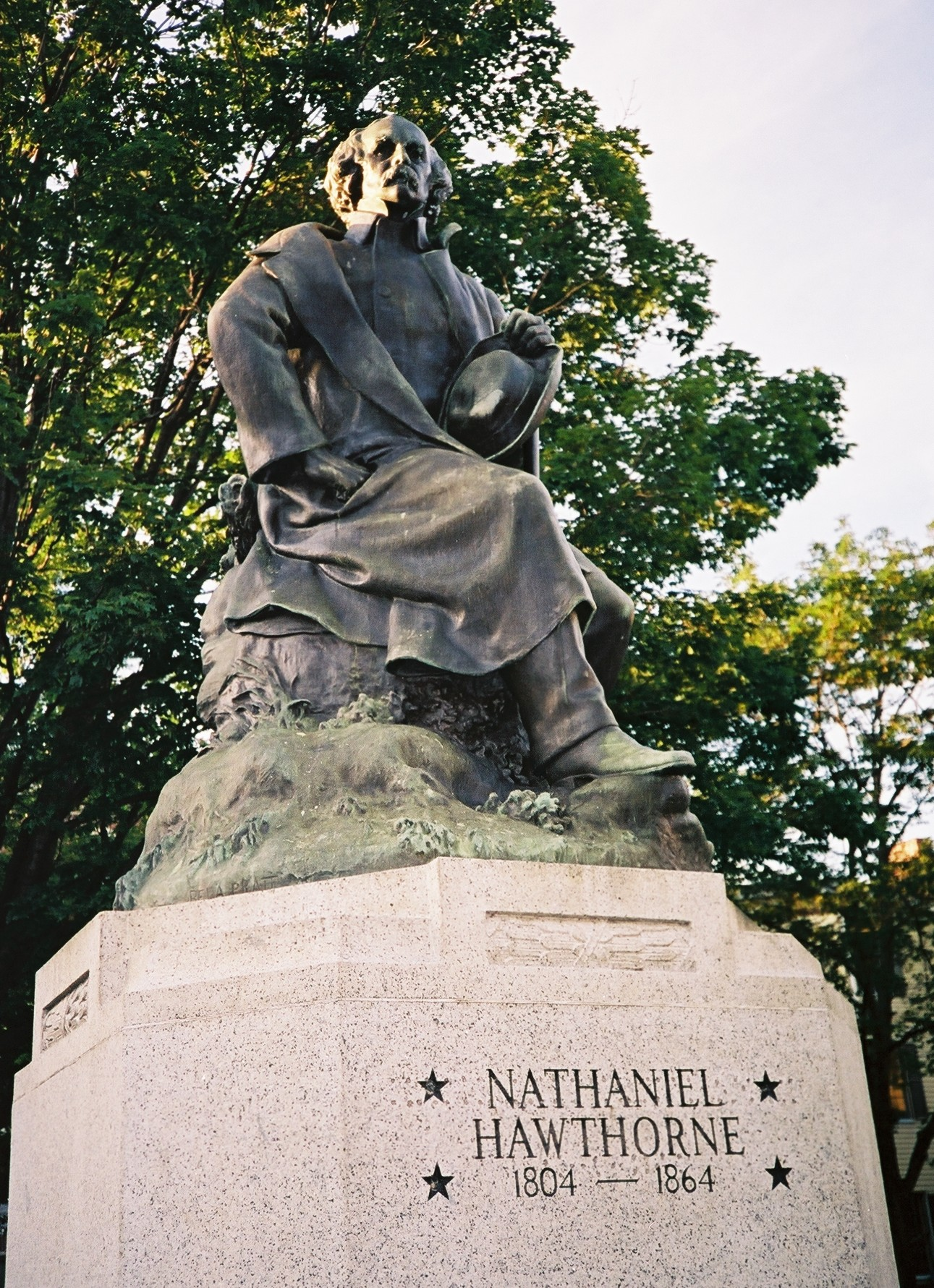
Statue de Nathaniel Hawthorne à Salem, Massachusetts

Le 5 août 1850, Hawthorne rencontre Herman Melville, son cadet d'une quinzaine d'années, au cours d'un pique-nique organisé par un ami commun. Melville vient de lire Mosses from an Old Manse (Mousses d'un vieux presbytère), le recueil de Hawthorne qu'il encense dans un article célèbre (« Hawthorne and His Mosses (en) »). En dépit de leur amitié, les deux hommes s'éloignent progressivement l'un de l'autre après la publication de La Maison aux sept pignons. Melville dédie cependant son Moby Dick à Hawthorne et leur correspondance fournit des indications précieuses sur la composition de ce roman. Les lettres d'Hawthorne à Melville ont été perdues.
Les textes de Hawthorne ont la Nouvelle-Angleterre coloniale pour toile de fond. Ses nouvelles sont généralement des allégories morales influencées par ses recherches et ses très nombreuses lectures sur l'histoire des États-Unis. Ainsi, contrairement à une opinion répandue, Hawthorne n'a pas écrit des œuvres puritaines (lui-même ayant reçu une éducation libérale), mais des œuvres sur le puritanisme, dont il critique l'hypocrisie et le rigorisme intransigeant. Ses œuvres accusent d'ailleurs une certaine distance avec le patriotisme religieux de son temps qui s'inspirait bien souvent des thématiques puritaines pour décrire le destin des États-Unis
Ethan Brand (1850) raconte l'histoire d'un brûleur de chaux qui prend la route pour rechercher le « péché impardonnable », et ce faisant, le commet. L'une des plus célèbres nouvelles de Hawthorne, La Tache de naissance (The Birth Mark 1843) concerne un jeune médecin qui enlève un nævus du visage de sa femme et qui, par cette opération, tue sa patiente : il apprend trop tard que c'est la tache de naissance, le défaut lui-même, qui l'avait gardée en vie.
Des études récentes se sont concentrées sur le mode narratif de Hawthorne, en le qualifiant de construction rhétorique auto-consciente qu'il ne faudrait pas confondre avec la propre voix de Hawthorne. Une telle approche complique la tradition, ancienne et dominante, qui fait de Hawthorne un moraliste sombre, pénétré de culpabilité.

### Critique
Edgar Allan Poe consacre deux critiques à Hawthorne de Twice-Told Tales et de Mosses from an Old Manse. Plein de mépris pour l'allégorie et les contes moraux, Poe accuse également Hawthorne d'avoir plagié plusieurs de ses contes. Il n'en considère pas moins qu'« M. Hawthorne est l’un des rares romanciers américains que le critique puisse louer avec la main sur le cœur. Il n’est pas toujours original dans l’intégralité de son thème (je ne suis même pas sûr qu’il n’ait pas emprunté une ou deux idées à un monsieur que je connais fort bien et qui s’honore de l’emprunt) mais, par contre, son traitement du thème est toujours entièrement original. Bien qu’il ne soit jamais vigoureux, son style est la pureté même. Son imagination est riche. Son sens artistique est exquis et grande est son habileté d’exécution. Il a peu ou pas de variété de ton. Il traite tous les sujets sur le même mode en demi-teinte, brumeux, rêveur, par la suggestion et l’allusion et bien que je le considère, dans l’ensemble, comme le génie le plus vrai que possède notre littérature, je ne peux m’empêcher de le regarder comme le plus invétéré maniériste de son époque ». Ralph Waldo Emerson écrit de son côté que « la réputation de Nathaniel Hawthorne en tant qu'écrivain est un fait vraiment agréable, car son écriture n'est pas bonne à rien, et c'est un hommage à l'homme ». Henry James fait également l'éloge d'Hawthorne, en affirmant que : « le plus beau chez Hawthorne, c'est qu'il aimait la plus profonde psychologie et que, à sa manière, il essayait de se familiariser avec elle ». Le poète John Greenleaf Whittier écrit qu'il admirait la « beauté étrange et subtile » des contes d'Hawthorne. Evert Augustus Duyckinck dit d'Hawthorne : « Parmi les écrivains américains destinés à vivre, il est le plus original, le moins redevable à des modèles étrangers ou des précédents littéraires de toute nature ».
De façon générale, les contemporains d'Hawthorne saluent la sentimentalité et la pureté morale de son œuvre, tandis que les jugements plus modernes s'attardent sur sa sombre complexité psychologique. Au début des années 1950, les critiques ont mis l'accent sur le symbolisme et le didactisme de l'œuvre.
Le critique Harold Bloom a émis l'opinion que seuls Henry James et William Faulkner contestent la position d'Hawthorne comme le plus grand romancier américain, tout en admettant qu'il considère que James demeure, d'après lui, le plus grand romancier américain,. Bloom considère que les plus grandes œuvres d'Hawthorne sont La Lettre écarlate, suivi par Le Faune de marbre, et certaines nouvelles, notamment Mon parent, le Major Molineux, Le Jeune Maître Brown, Wakefield et Feathertop.
Jorge Luis Borges prononce une conférence sur Nathaniel Hawthorne en mars 1949 au Colegio libro de estudios superiores de Buenos Aires. Ultérieurement publiée dans l'édition définitive de Otras Inquisiciones en 1974 (première édition 1952). On la trouve en français, dans une traduction d'Alain Calame, dans la dernière édition des Enquêtes, chez Gallimard (Folio essais)

## Liste partielle des œuvres

### Romans
- Fanshawe, 1828
- La Lettre écarlate (The Scarlet Letter), 1850
- La Maison aux sept pignons (The House of the Seven Gables), 1851
- Valjoie (The Blithedale Romance), 1852
- Le Faune de marbre (The Marble Faun), 1860
- The Dolliver Romance (1853), inachevé
- Septimus Felton; or, the Elixir of life (1872), texte posthume, publié pour la première fois dans Atlantic Monthly.
- Doctor Grimshawe's Secret: A romance (1882), roman inachevé, publication posthume.

### Nouvelles notables
- Le Doux Enfant (The Gentle Boy), 1832
- Le Champion gris (The Gray Champion), 1832
- L'Enterrement de Roger Malvin (Roger Malvin's Burial), 1832
- Mon parent, le major Molineux (My Kinsman, Major Molineux), 1832
- Le Voile noir du pasteur (The Minister's Black Veil), 1832[91]
- Le Jeune Maître Brown (Young Goodman Brown), 1835
- La Vieille Fille blanche (The White Old Maid), 1835
- Wakefield (Id.), 1835, rééd. Allia, Paris, 2012, 48 p.  (ISBN 978-2-84485-448-3)
- L'Esprit hanté (The Haunted Mind), 1835
- Le Glas nuptial (The Wedding-Knell), 1836
- La Catastrophe de Mr. Higginbotham (Mr. Higginbotham's Catastrophe), 1837
- Monsieur du Miroir (Id.), 1837
- L'Arbre de mai de Merrymount (The May-Pole of Merry Mount), 1837
- Les Peintures prophétiques (The Prophetic Pictures), 1837
- L'Expérience du Dr. Heidegger (Dr. Heidegger's Experiment), 1837
- Légendes de la maison provinciale (Legends of the Province-House), 1837

I. La Mascarade de Howe (Howe's Masquerade)
II. Le Portrait d'Édouard Randolph (Edward Randolph's Portrait)
III. Le Manteau de Lady Eleanore (Lady's Eleanore's Mantle)
IV. La Vieille Esther Dudley (Old Esther Dudley)
- Le Trésor de Peter Goldthwaite (Peter Goldthwaite's Treasure), 1838
- Endicott et la croix rouge (Endicott and the Red Cross), 1838
- La Quête du lys (The Lily's Quest), 1839
- La Tache de naissance (The Birth-Mark), 1843
- Le Chemin de fer céleste (The Celestial Railroad), 1843
- Le Hall de l'imagination, Paris, Allia, 2006 (1843), 92 p. (ISBN 2-84485-220-3, lire en ligne)
- La Fille de Rappaccini (Rappaccini's Daughter), 1844
- La Figure de bois de Drowne (Drowne's Wooden Image), 1844
- L'Holocauste de la Terre (Earth's Holocaust), 1844
- Le Vieux Presbytère (The Old Manse), 1846
- L'Artiste du beau [« The Artist of Beautiful »] (trad. de l'anglais par Alexandra Lefebvre), Paris, Allia, 2021 (1re éd. 2004), 64 p. (ISBN 979-10-304-1642-8, lire en ligne)
- La Petite Fille de neige (The Snow-Image), 1849
- Grand-Rue (Main-Street), 1849
- La Grande Figure de pierre (The Great Stone Face), 1850
- Ethan Brand (Id.), 1850
- La Tête de Gorgone (The Gorgon's Head), 1851
- Le Toucher d'or (The Golden Touch), 1851
- Le Paradis des enfants (The Paradise of Children), 1851
- Les Trois Pommes d'or (The Three Golden Apples), 1851
- Le Pichet magique (The Miraculous Pitcher), 1851
- La Chimère (The Chimæra), 1851
- Le Minotaure (The Minotaur), 1853
- Les Dents du dragon (The Dragon's Teeth), 1853
- Les Grains de grenade (The Pomegranate Seed), 1853

### Recueils de nouvelles
Publiées en français sous d'autres titres, avec une compilation différente.
- Contes racontés deux fois (Twice-Told Tales), 1837, nouvelle édition augmentée 1851
- Grandfather's Chair, 1840
- Mosses from an Old Manse, 1846, nouvelle édition augmentée 1854 ; trad. fr. Christian Garcin, Thierry Gillyboeuf et Pierre Leyris, Paris, Les Belles Lettres, Les Mousses d'un vieux presbytère, suivi de Hawthorne et ses mousses par Herman Melville, 432 p., 2023  (ISBN 978-2251454733)
- The Snow-Image, and Other Twice-Told Tales, 1852
- A Wonder-Book for Girls and Boys, 1852
- Tanglewood Tales (Contes du Bois Touffu), 1853[92]
- Contes étranges (Choisis et traduits de l'anglais (États-Unis) par Edouard-Auguste Spoll), Paris, éditions Michel Lévy, 1876 et Paris, Libretto, 2018.
- The Great Stone Face and Other Tales of the White Mountains, 1889

### Livres pour enfants
- Le Livre des merveilles (A Wonder-Book for Boys and Girls), 1852
- Le Second Livre des merveilles (Tanglewood Tales), 1853
- La Toison d'or, illustrations de Régis Loisel, École des Loisirs, 1979 (nouvelle initialement parue dans Le Second Livre des merveilles).

### Autre publication
- Henry James : Hawthorne, (traduit et préfacé par Sophie Geoffroy-Menoux), José Corti, 2000, 349 p.  (ISBN 2-7143-0728-0). Essai publié en 1879 par l'écrivain américain Henry James sur son compatriote Hawthorne qu'il présente, de manière plus acidulée qu'hagiographique, comme le premier représentant d'une littérature nationale émergente. L'ouvrage contient, in fine, l'essai De la guerre, entre autres sujets...par un pacifiste, article de Nathaniel Hawthorne paru en 1862 dans le magazine The Atlantic Monthly.
- Stéphane Lambert, Fraternelle mélancolie, Melville et Hawthorne, une passion, Paris, Arléa, 2018, 220 p.
- Marie Goudot, Lettre américaine, Paris, Libretto, 2018, 256 p.